# Courtenay Morgan, 1. Viscount Tredegar

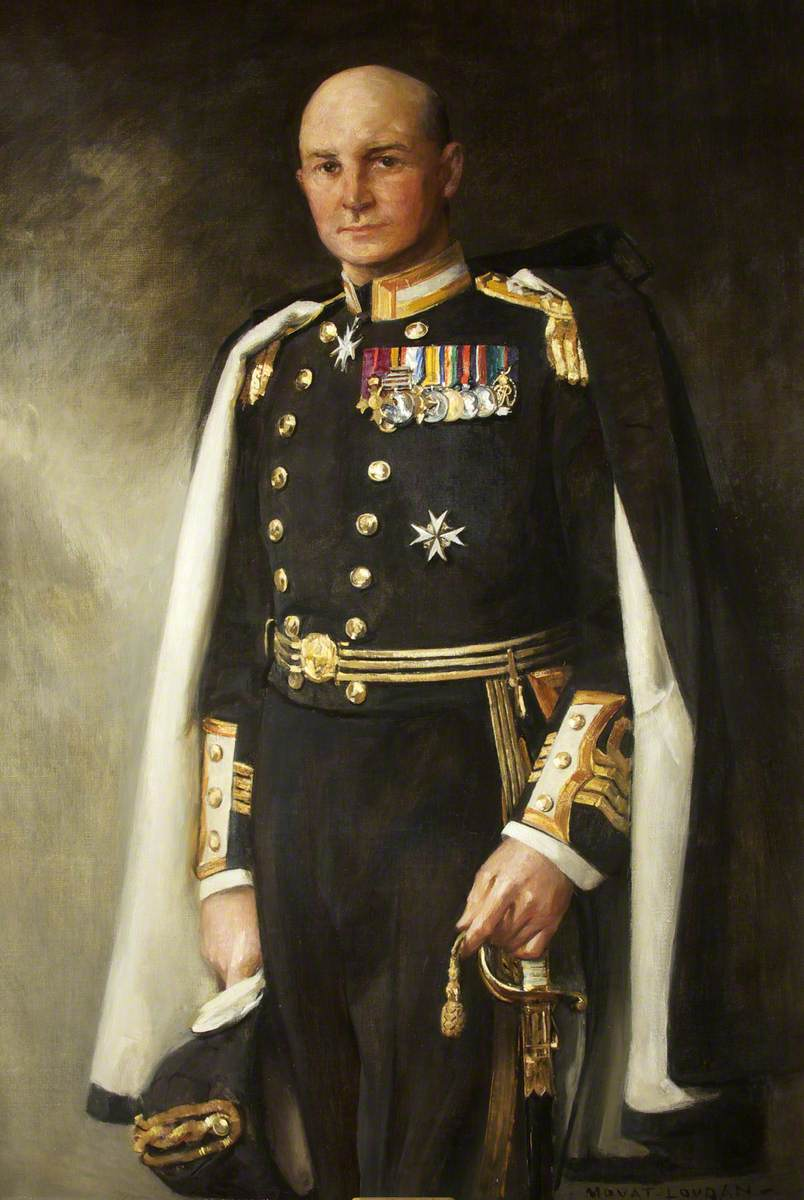
Courtenay Morgan, 3. Baron Tredegar (1924)

Courtenay Charles Evan Morgan, 1. Viscount Tredegar CBE (* 10. April 1867; † 3. Mai 1934 in London) war ein britischer Adliger, Militär und Politiker.

## Herkunft
Courtenay Morgan entstammte der walisischen Familie Morgan. Er war der älteste Sohn von Frederick Morgan und dessen Frau Charlotte Williamson. Sein Vater war der dritte Sohn von Charles Morgan, 1. Baron Tredegar und diente lange Jahre als Abgeordneter im House of Commons.

## Dienst als Militär
Courtenay Morgan besuchte das Eton College, ehe er ab 1884 als Offizier in der British Army diente. Er stieg bis zum Rang eines Lieutenant-Colonel der Royal Monmouthshire Engineers auf und wurde dazu Honorary Colonel des 1. Bataillons des Monmouthshire Regiments. Von 1900 bis 1901 nahm er als Stabsoffizier am Zweiten Burenkrieg teil. In Südafrika nahm er an einem Feldzug unter Generalmajor John French teil und wurde mit der Queen’s South Africa Medal mit Spange ausgezeichnet. Dienstunfähig kehrte er 1901 nach Großbritannien zurück und schied aus der Armee aus, meldete sich aber als Captain für die Royal Naval Volunteer Reserve. Bei der Unterhauswahl 1906 hatte er als Nachfolger seines Vaters als Kandidat der Conservative Party für den Wahlbezirk South Monmouthshire kandidiert, doch die Wahl gegen den Kandidaten der Liberal Party, Ivor Herbert verloren. Nachdem sein Onkel Godfrey Morgan, 1. Viscount Tredegar 1913 kinderlos gestorben war, erbte Morgan den Titel Baron Tredegar sowie die umfangreichen Familienbesitzungen in Südwales, die über 160 km2 Grundbesitz umfassten. Als reicher Erbe erwarb er 1914 die Dampfyacht Liberty. Zu Beginn des Ersten Weltkriegs bot er der Royal Navy die Yacht an, die er auf eigene Kosten zum Hospitalschiff umbaute und deren Kommando er dann übernahm. Zwischenzeitlich warb er in Wales Rekruten für die Royal Naval Division, deren Ausbildung er dann leitete. Anschließend übernahm er wieder bis zum Waffenstillstand 1918 das Kommando über die Liberty, die im Mittelmeer eingesetzt wurde. Während des Krieges stellte er auch einen Teil seines Londoner Stadthauses als Hospital für verwundete Angehörige des Royal Flying Corps zur Verfügung. Für seinen humanitären Einsatz wurde Morgan zum Knight of Grace des Order of Saint John ernannt. Dazu erhielt er weitere Auszeichnungen wie die Victory Medal und 1919 die Ernennung zum Officer of the British Empire.

## Späteres Leben
Nach dem Krieg ließ Morgan seine Yacht wieder umbauen und unternahm mit ihr ausgedehnte Reisen, wobei er dreimal um die Erde reiste. Daneben war er Mitglied der Royal Yacht Squadron und ließ die Sylvana als Segelyacht für sich bauen. Weiterhin gehörte Morgan als Fellow der Society of Antiquaries und der Royal Empire Society an. Als Baron Tredegar war er Mitglied des House of Lords geworden. Dazu war er Vorsitzender des Monmouthshire County Council und hatte die Ämter eines Friedensrichters und eines Deputy Lieutenant für Monmouthshire inne. Von 1925 bis 1926 dient er als Aide-de-camp von König Georg V. 1925 wurde er als Commander of the British Empire ausgezeichnet und am 4. August 1926 zum Viscount Tredegar erhoben.

## Familie und Nachkommen
1890 hatte Morgan Lady Katherine Agnes Blanche Carnegie, eine Tochter von James Carnegie, 9. Earl of Southesk geheiratet. Mit ihr hatte er zwei Kinder:
- Evan Morgan, 2. Viscount Tredegar (1893–1949);
- Hon. Gwyneth Ericka Morgan (1895–1924).

Seine Tochter verschwand im Dezember 1924 unter mysteriösen Umständen. Ihre Leiche wurde im März 1925 in der Themse gefunden, doch die folgenden Untersuchungen blieben ergebnislos. Sein Erbe wurde sein Sohn Evan Morgan.